# Bettina Zimmermann

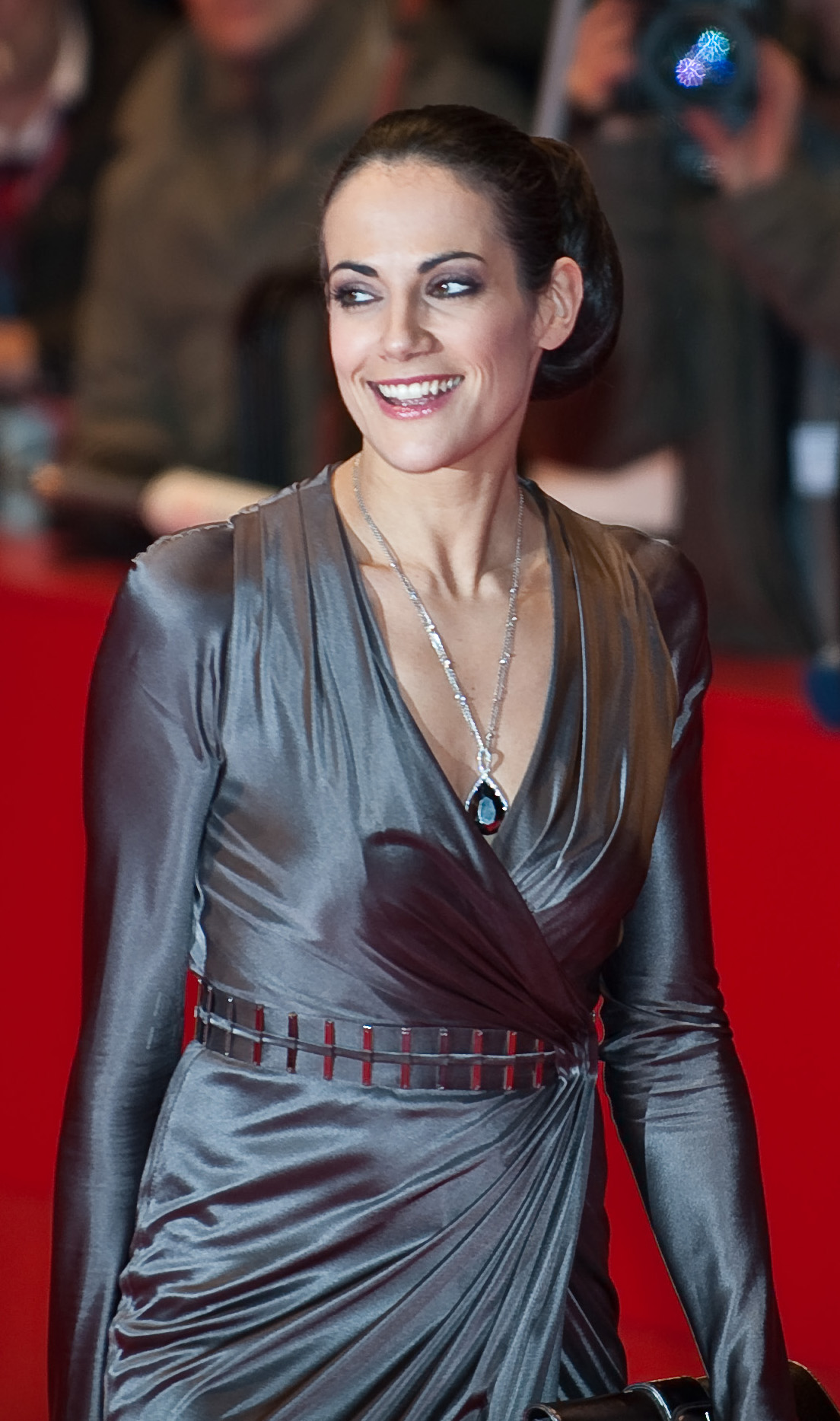
Bettina Zimmermann, 2010

Bettina Zimmermann (* 31. März 1975 in Burgwedel) ist eine deutsche Schauspielerin und Synchronsprecherin.

## Leben
Bettina Zimmermann ist das jüngste von drei Geschwistern. Sie besuchte zunächst die Realschule Burgwedel und machte 1994 an der Leibnizschule in Hannover ihr Abitur. Während ihrer privaten Schauspielausbildung in Hamburg war sie als Model tätig. Nach Engagements für Werbespots unter anderem für Vodafone, Lycos (Comundo) und WMF erhielt sie im Jahr 1998 ihre erste Rolle in der Kinoproduktion Fisimatenten.
Sie arbeitet sowohl für deutsche Fernsehproduktionen der Privatsender wie RTL oder Sat.1 als auch für öffentlich-rechtliche Fernsehanstalten wie das ZDF. Sie war in diversen Fernsehspielen, z. B. als Angélique in dem Historienfilm Das unbezähmbare Herz, oder Fernsehserien wie der Kinderserie Löwenzahn zu sehen. Darüber hinaus trat sie als Nebendarstellerin in verschiedenen deutschen Kinoproduktionen auf. Danach spielte sie in zahlreichen Film- und Fernsehproduktionen wie in Mondscheintarif, Erkan & Stefan gegen die Mächte der Finsternis, Die Luftbrücke, dem mehrfach ausgezeichneten 2030 – Aufstand der Alten und der Fortsetzung 2030 – Aufstand der Jungen oder in Verbrechen nach Ferdinand von Schirach. 

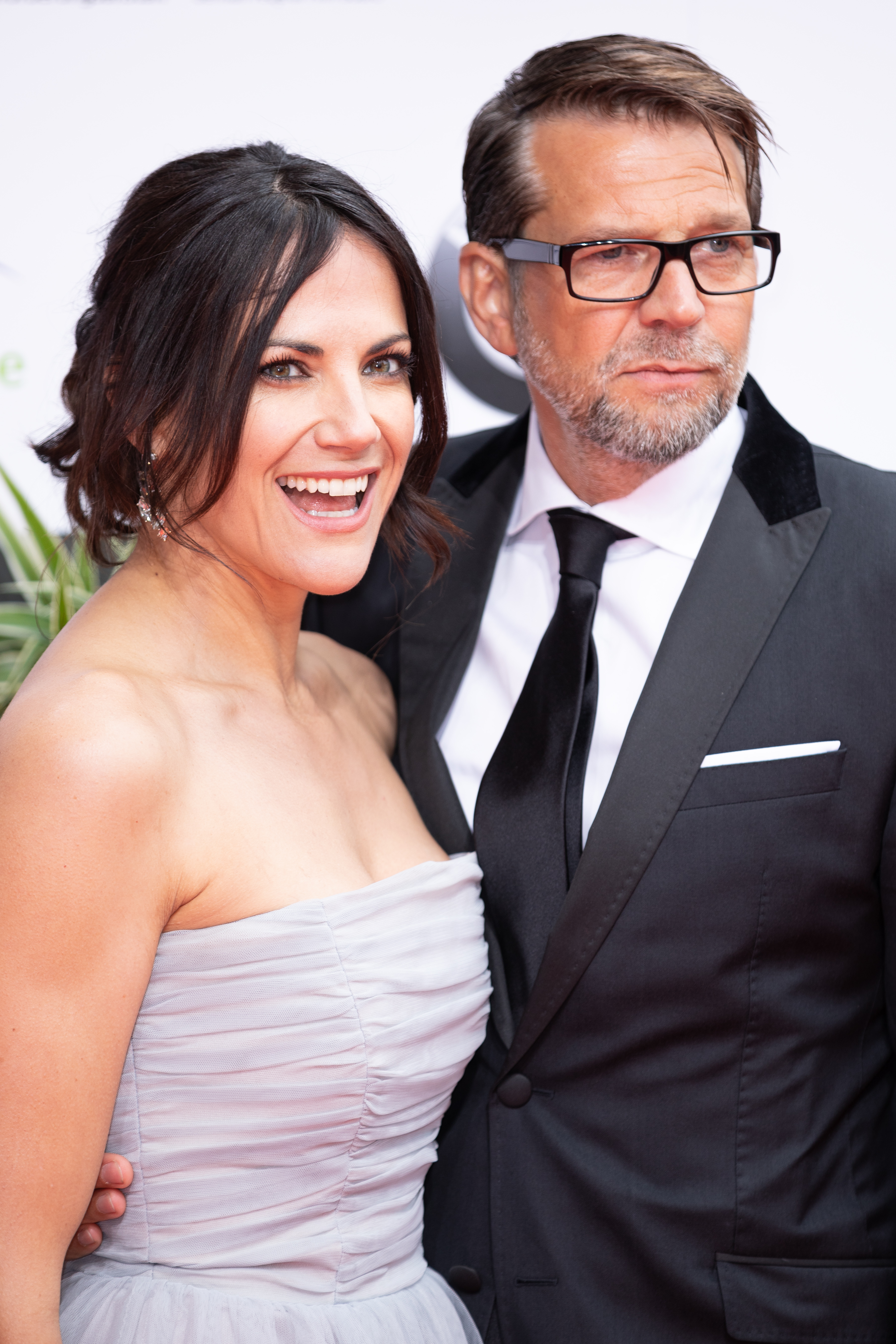
Bettina Zimmermann mit ihrem Lebensgefährten Kai Wiesinger, 2019

Mit ihrem Lebensgefährten, dem Schauspieler Kai Wiesinger, drehte Zimmermann von 2015 bis 2018 die Webserie Der Lack ist ab. Wiesinger führte dort erstmals Regie und schrieb die Drehbücher. Beide spielten ihre Serienrollen Hanna und Tom einige Jahre lang auch in Werbespots von Vodafone.
Sie stand für die Paramount+-Serie Kohlrabenschwarz vor der Kamera. Das Publikum kennt sie auch aus diversen Synchronrollen: So leiht sie unter anderem der Sally in Pixars Cars ihre Stimme. Seit 2015 spielt sie die Staatsanwältin Claudia Strauss in der Fortsetzung der Krimiserie Ein Fall für Zwei.

## Privates
Sie hat zwei Kinder, einen 2008 geborenen Sohn aus einer früheren Beziehung mit dem Kameramann Vladimir Subotic und ein 2015 geborenes Kind mit ihrem jetzigen Lebensgefährten Kai Wiesinger.

## Filmografie (Auswahl)
- 1998: Doppeltes Spiel mit Anne
- 1999: Todsünden – die zwei Gesichter einer Frau (Fernsehfilm)
- 2000: Fisimatenten
- 2000: Schule
- 2001: Eine Hochzeit und (k)ein Todesfall (Fernsehfilm)
- 2001: Bronski und Bernstein (Fernsehserie, 13 Folgen)
- 2001: Kleiner Mann sucht großes Herz (Fernsehfilm)
- 2001: Viktor Vogel – Commercial Man
- 2001: Who is Who? (Kurzfilm)
- 2001: Mondscheintarif
- 2002: Erkan & Stefan gegen die Mächte der Finsternis
- 2002: Sektion – die Sprache der Toten (Fernsehfilm)
- 2002: Geliebte Diebin (Fernsehfilm)
- 2002: Vaya Con Dios
- 2003: Triell
- 2003: Das unbezähmbare Herz (Fernsehfilm, 2 Teile)
- 2003: SOKO Kitzbühel – Die Braut und der Tod (2 Folgen, Fernsehserie)
- 2004: Alarm für Cobra 11 (Fernsehserie, Folge Feuer und Flamme)
- 2004: Die Rosenheim-Cops – Zoff im Kuhstall
- 2004: Apokalypse Eis (Post Impact, Fernsehfilm)
- 2004: Vernunft & Gefühl (Fernsehfilm)
- 2005: Löwenzahn – Die Reise ins Abenteuer
- 2005: Die Luftbrücke – Nur der Himmel war frei (Fernsehfilm)
- 2005: Inga Lindström: Entscheidung am Fluss (Fernsehreihe)
- 2005: Es war Mord und ein Dorf schweigt (Fernsehfilm)
- 2005: Wen die Liebe trifft
- 2005: Mauer des Schweigens
- 2006: Die Sturmflut (Fernsehfilm, 2 Teile)
- 2006: Stunde der Entscheidung (Fernsehfilm)
- 2007: 2030 – Aufstand der Alten (Fernsehfilm)
- 2007: Unter Mordverdacht – Ich kämpfe um uns (Fernsehfilm)
- 2007: Vermisst – Liebe kann tödlich sein (Fernsehfilm)
- 2007: Mordshunger (Fernsehfilm)
- 2008: Die Jagd nach dem Schatz der Nibelungen (Fernsehfilm)
- 2008: Mein Herz in Chile (Fernsehfilm, 2 Teile)
- 2008: Lost City Raiders (Fernsehfilm)
- 2008: Donna Leon (Fernsehreihe, Folge Die dunkle Stunde der Serenissima)
- 2009: Schicksalstage in Bangkok (Fernsehfilm)
- 2009: 2030 – Aufstand der Jungen (Fernsehfilm)
- 2009: Shoot the Duke
- 2010: Die Jagd nach der Heiligen Lanze (Fernsehfilm)
- 2010: Deckname Annett (Fernsehfilm)
- 2011: Die Verführung – Das fremde Mädchen (Fernsehfilm)
- 2011: Bermuda-Dreieck Nordsee (Fernsehfilm)
- 2011: Familie macht glücklich (Fernsehfilm)
- 2012: Die Jagd nach dem Bernsteinzimmer
- 2012: Ein Fall für zwei (Fernsehserie, Folge Frankfurt Superstar)
- 2012: 1001 Nacht (Le mille e una notte: Aladino e Sherazade, Fernsehserie, 2 Folgen)
- 2013: Verbrechen nach Ferdinand von Schirach (Fernsehminiserie, Folge Grün)
- 2013: Crossing Lines (Fernsehserie, Folge Die Jäger der Straße)
- 2013: Tödliche Versuchung
- 2013: Herzensbrecher – Vater von vier Söhnen (Fernsehserie, Folge Ein Quäntchen Trost)
- 2013: Alle Jahre wieder (Fernsehminiserie)
- 2013: Erste Liga (Kurzfilm)
- 2014: Nachbarn süß-sauer (Fernsehfilm)
- 2014: Trennung auf Italienisch (Fernsehfilm)
- 2014: Die Bergretter (Fernsehserie, 2 Folgen)
- 2015: Zum Teufel mit der Wahrheit (Fernsehfilm)
- seit 2015: Der Lack ist ab (Webserie)
- seit 2015: Ein Fall für zwei (Fernsehserie)
- 2018: Letzte Spur Berlin (Fernsehserie, Folge Küchenschlacht)
- 2018: Kinderüberraschung (Fernsehfilm)
- 2019: Familie Bundschuh – Wir machen Abitur
- 2022: SOKO Kitzbühel (Fernsehserie, Folge Abschied)
- 2022: Die Kanzlei (Fernsehserie, Folge Bittere Pillen)
- 2023: Familie Anders: Zwei sind einer zu viel (Fernsehreihe)
- 2023: Ein Fall für zwei –  Am Ende des Regenbogens (Fernsehserie)
- 2023: Kohlrabenschwarz (Streamingserie)
- 2024: Gotteskinder

## Synchronrollen (Auswahl)
Bonnie Hunt
- 2006: als Sally in Cars
- 2011: als Sally in Cars 2
- 2017: als Sally in Cars 3: Evolution

Angelina Jolie
- 2008: als Tigress in Kung Fu Panda
- 2011: als Tigress in Kung Fu Panda 2
- 2016: als Tigress in Kung Fu Panda 3

sonstige
- 2009: Liya Kebede als Waris Dirie in Wüstenblume
- 2015: Diane Lane als Mutter in Alles steht Kopf
- 2017: Kate McKinnon als Ziege Elvira in Ferdinand – Geht STIERisch ab!
- 2018: Als Geneve Cornelius in Die Meisterin (Hörspiel, Markus Heitz)

## Auszeichnungen
- 2002: „Woman of the year“ der Zeitschrift Maxim
- 2003: New Faces Award: Beste Nachwuchsdarstellerin in Erkan & Stefan gegen die Mächte der Finsternis
- 2003: Jupiter: Beste Fernsehdarstellerin in Geliebte Diebin
- 2006: „Woman of the year (Movie National)“ der Zeitschrift Maxim
- 2006: DIVA-Award: Beste Schauspielerin des Jahres (Jurypreis)